# Barwa zielona

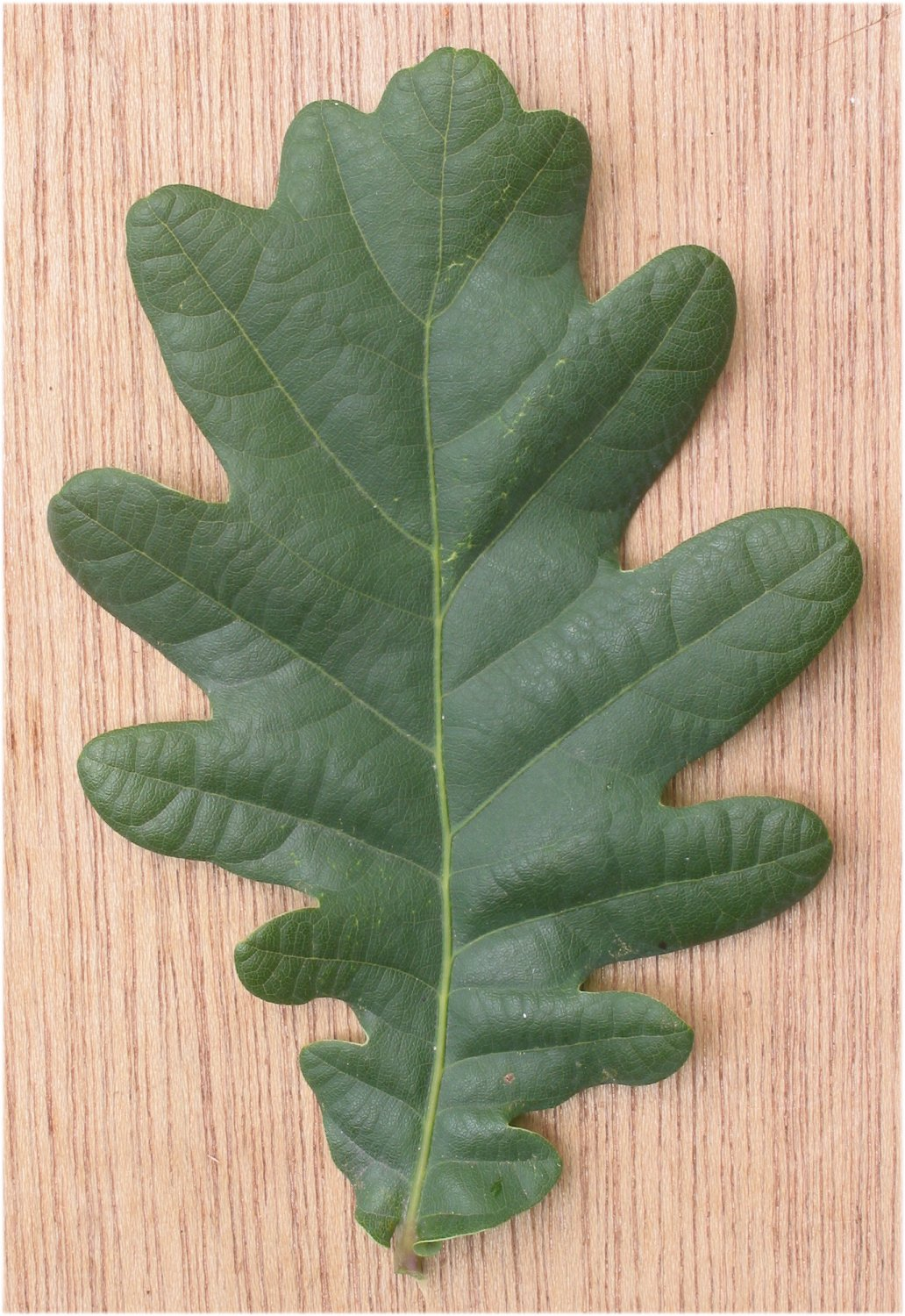
Zielony liść dębu

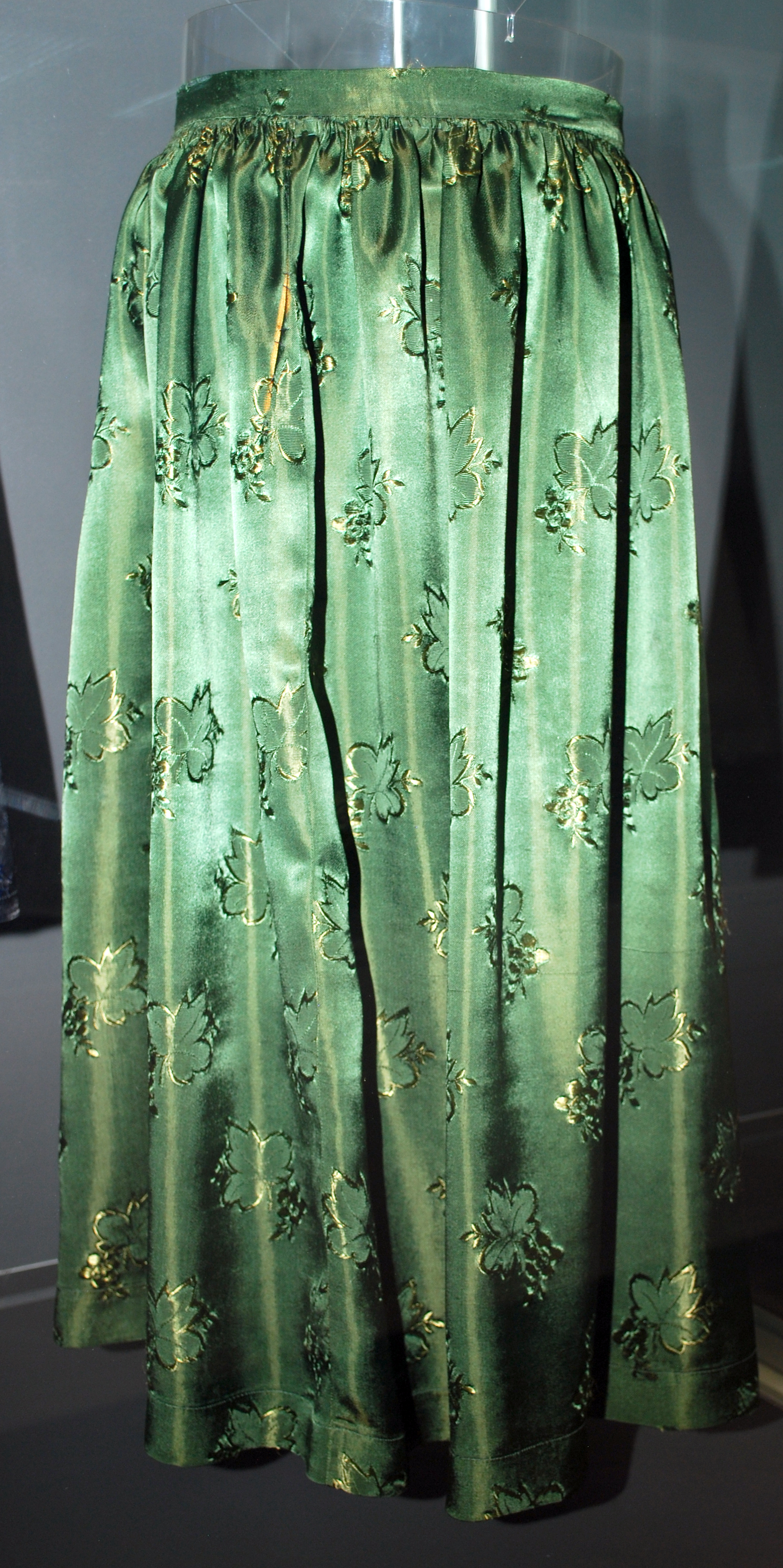
Zieleń na tradycyjnej spódnicy - Czechy, II poł. XIX w.

Barwa zielona (zieleń) – jedna z addytywnych barw podstawowych. W subtraktywnym modelu barw stanowi połączenie barwy żółtej z barwą niebieską. Na  kole barw dopełnia kolor karmazynowy, jest barwą powszechnie spotykaną w naturze. Rośliny są zielone, ponieważ zawierają chlorofile a i b, mające wysoką absorpcję w czerwonej i niebieskiej części widma światła widzialnego, a niską absorpcję w zielonej części spektrum (długość fali elektromagnetycznej 487–570 nm).

## Historia i symbolika
W starożytnym Egipcie używano zielonego barwnika do malowania brwi. Zielony kolor był pierwszym uzyskanym syntetycznie, wytwarzanym przez człowieka – produkowali go starożytni Grecy.
W średniowieczu zieleń uważano za kolor symbolizujący katastrofę i zło, była kojarzona z samym diabłem. Istniał nawet przesąd, że ubieranie się na zielono może ściągnąć złe moce i pecha. Niektóre negatywne znaczenia przetrwały w zmienionej formie do dziś – jaskrawa zieleń kojarzy się z trucizną, zaś blada, zmieszana z niewielką ilością błękitu lub szarości – z chorobą.
Z biegiem czasu zielony zdobywał coraz lepszą reputację i przestał się kojarzyć ze złem, stał się natomiast symbolem losu i przypadkowości – zarówno w ich dobrych, jak i złych aspektach.
Zieleń to ważny kolor islamu. Ulubionym kolorem Mahometa był właśnie zielony. Znajduje się on na wielu flagach krajów islamskich, często podłogi w meczetach są tej barwy, zaś w Koranie znajduje się opis Raju i wizji zbawienia: „Będzie nosił szatę z zielonego jedwabiu”.
Zielony jadeit jest symbolem Azji.
Zieleń kojarzy się z przede wszystkim z życiem, harmonią, naturą i bliskim kontaktem z nią. Stanowi kolor uzdrowienia, nadziei i wolności. Odcienie zmieszanej z barwą błękitną („miętowej”) zieleni kojarzą się ze świeżością, powodzeniem i zadowoleniem. 
W niektórych okolicznościach zieleń może się kojarzyć z niestabilnością, niepewnością i losowością, odnosi się to głównie do miłości, nadziei, młodości, czy gier. Stoły w kasynach niemal od zawsze były zielone, podobnie jak stoły bilardowe, stoły do tenisa, czy boiska piłkarskie. Zielony kojarzy się także z pieniędzmi.

Flaga esperancka

Zieleń jest jednym z symboli sztucznego, międzynarodowego języka pomocniczego esperanto, którego nazwa dosłownie znaczy mający nadzieję, oraz ruchu i kultury esperanckiej. Zielone są najważniejsze symbole tego języka, takie jak zielona gwiazda, symbol jubileuszowy. Kolory flagi esperanckiej to zielony i biały.

## Wpływ na człowieka
Przeprowadzone badania wpływu kolorów na ludzką psychikę wykazują, że zieleń ma kojący wpływ na układ nerwowy, działa relaksacyjnie i odstresowuje. Na zielono maluje się wnętrza w szpitalach czy halach fabrycznych, aby zmniejszyć stres związany z chorobą czy pracą.

## Dodatkowe informacje

### Połączenia z innymi barwami
- z fioletem daje efekt energiczności, młodości,
- z czerwienią tworzy klimat świąt Bożego Narodzenia,
- z żółtym, czarnym lub białym tworzy klimat sportowy,
- z brązem i beżem symbolizuje ziemię
- z żółtym i niebieskim daje efekt świeżości i natury

### Powiedzenia związane z zielenią
- Pozielenieć z zazdrości
- Mieć zielone światło
- Być zielonym
- Nie mieć zielonego pojęcia
- Zielony jak szczypiorek

### Niektóre minerały o kolorze zielonym
- szmaragd
- chryzopraz
- turmalin
- malachit
- mołdawit
- jadeit
- amazonit
- awenturyn
- zielone złoto (złoto ze sporą domieszką srebra lub kadmu)
- zielone diamenty
- perydot
- jaspis (ma różne kolory, w tym zielony i czerwony)